# Schönenberg (Schönenberg-Kübelberg)
Schönenberg ist ein Ortsteil der im rheinland-pfälzischen Landkreis Kusel liegenden Ortsgemeinde Schönenberg-Kübelberg. Bis 1969 war Schönenberg eine eigenständige Gemeinde.

## Lage
Der Ort liegt in der Region Westpfalz und in der Landschaft Saar-Nahe-Bergland im Tal des Kohlbachs. Schönenberg ist der mittlere der heute baulich zusammengewachsenen Ortsteile Kübelberg (westlich), Schönenberg und Sand (östlich). Der historische Ortskern von Schönenberg liegt bei der Protestantischen Kirche bzw. beim Rathaus. Durch den Ort verläuft die Bundesstraße 423.

## Geschichte
Schönenberg gehörte bis 1779 zur Kurpfalz und war dem Amt Kübelberg zugeordnet, das bereits im 15. Jahrhundert eingerichtet worden und dem Oberamt Kaiserslautern untergeordnet war. Im Jahr 1779 kam das Amt Kübelberg, damit auch Schönenberg, tauschweise an das Herzogtum Pfalz-Zweibrücken und gehörte nun zum Oberamt Homburg.
Nach der Einnahme des Linken Rheinufers durch französische Revolutionstruppen (1794) war er von 1798 bis 1814 dem Kanton Waldmohr im Saardepartement zugeordnet. Schönenberg war Hauptort (chef-lieu) einer Mairie, zu dem auch Börsborn, Brücken, Kübelberg, Sand und Schmittweiler gehörten. Im Jahr 1802 hatte der Ort 314 Einwohner.
Aufgrund der auf dem Wiener Kongress getroffenen Vereinbarungen kam die Pfalz 1816 zum Königreich Bayern. Unter der bayerischen Verwaltung blieb Schönenberg im Kanton Waldmohr, der Teil des Landkommissariats Homburg (1862 umbenannt in Bezirksamt Homburg) im Rheinkreis war. Vor 1827 gab es eine Veränderung im Verwaltungsbezirk des aus der Mairie hervorgegangenen Bürgermeisteramtes, Börsborn schied aus, dagegen kam die Gemeinde Gries hinzu. Bürgermeister war Johann Weiß. Im Jahr 1835 hatte Schönenberg bereits 628 Einwohner, davon waren 231 Katholiken, welche nach Kübelberg eingepfarrt waren und 397 Protestanten, die zur Pfarrei Obermiesau gehörten.
Im Bayerischen Ortschaftsverzeichnis aus dem Jahr 1928 wird die Landgemeinde Schönenberg, nun zum bayerischen Regierungsbezirk Pfalz und zum Bezirksamt Kusel gehörend, wie folgt beschrieben: Dorf mit 1.130 Einwohnern (441 Katholiken, 684 Protestanten, 5 sonstigen), 183 Wohngebäuden und einer Fläche von 570 Hektar; Sitz eines Zollamts, einer Steuer- und Gemeindeeinnehmerei sowie einer protestantischen Schule.
Im Zusammenhang mit der ersten rheinland-pfälzischen Verwaltungsreform wurde zum 7. Juni 1969 die bis dahin eigenständige Gemeinde Schönenberg mit seinerzeit 1.853 Einwohnern aufgelöst und aus dieser zusammen mit den ebenfalls aufgelösten Gemeinden Kübelberg, Sand und Schmittweiler die heutige Ortsgemeinde Schönenberg-Kübelberg neu gebildet.
Bevölkerungsentwicklung
| Jahr | Einwohner |
| 1592 | ~ 70      |
| 1684 | ~ 5       |
| 1802 | 314       |
| 1825 | 529       |
| 1835 | 628       |

| Jahr | Einwohner |
| 1871 | 601       |
| 1905 | 779       |
| 1925 | 1.130     |
| 1939 | 1.221     |
| 1969 | 1.853     |

## Verkehr
In Schönenberg befand sich seit 1904 ein Bahnhof der Glantalbahn. 1981 endete der Personenverkehr, der Güterverkehr folgte 1989. 1991 wurden die Gleise abgebaut.